# Бенсхаузен
Бенсхаузен (њем. Benshausen) општина је у њемачкој савезној држави Тирингија. Једно је од 65 општинских средишта округа Шмалкалден-Мајнинген. Према процјени из 2010. у општини је живјело 2.557 становника. Посједује регионалну шифру (AGS) 16066006.

## Географски и демографски подаци
Бенсхаузен се налази у савезној држави Тирингија у округу Шмалкалден-Мајнинген. Општина се налази на надморској висини од 400 метара. Површина општине износи 24,9 km². У самом мјесту је, према процјени из 2010. године, живјело 2.557 становника. Просјечна густина становништва износи 103 становника/km².